# Kurija Bistrac
Kurija Bistrac je kurija koja se nalazi u Samoboru.

## Opis
Kurija Bistrac smještena je unutar prostranog perivoja koji se proteže duž zapadne strane stare ceste koja vezuje Samobor i Breganu. Ucrtana je na karti A. P. Praunspergera iz 1762. godine, a sudeći prema nekim konstruktivnim i dekorativnim arhitektonskim elementima građena je sredinom 18. stoljeća te je vjerojatno sredinom 19. stoljeća pregrađena i obnovljena. Pripadala je obitelji Kulmer, a potom Kušević, Frigan, Ljubić i Barac – Repenjski. Riječ je o jednokatnici pravokutna tlocrta koju zaključuje dvostrešno krovište sa skošenjima nad zabatnim pročeljima. Njena prostorna organizacija temelji se na tripartitnoj podjeli koja se zatječe kako u prizemlju tako i u katu. Prostorije prizemlja svođene su bačvastim svodovima sa susvodnicama lomljenih bridova dok su katne prostorije stropnog zaključka. Kurija Bistrac je karakterističan primjer kurijalne izgradnje druge polovine i početka 19. stoljeća. Osobinama svoga gabarita, pročeljne raščlambe, prostornog koncepta i konstruktivnih elemenata svjedočanstvo je o oblikovanju kurija toga vremena. Uz arhitektonsku nosi i visoku ambijentalnu vrijednost. Riječ je, naime, o cjelini koju čini kurija okružena perivojem te gospodarski objekti koji su bili neizostavan dio feudalnog imanja.

## Zaštita
Pod oznakom Z-6441 zaveden je kao nepokretno kulturno dobro - pojedinačno, pravna statusa zaštićena kulturnog dobra, klasificirano kao "sakralna graditeljska baština".